# Saint-Saturnin-lès-Avignon
Saint-Saturnin-lès-Avignon (okzitanisch Sant Savornin d'Avinhon) ist eine französische Gemeinde mit 5211 Einwohnern (Stand 1. Januar 2022) im Département Vaucluse in der Region Provence-Alpes-Côte d’Azur. Sie gehört zum Kanton Le Pontet im Arrondissement Avignon.

## Geografie
Der Ort liegt ungefähr zehn Kilometer östlich von Avignon, am Fuße des Hügels von Puy, der zweitgrößten Erhebung der Gemeinde. Das Gemeindegebiet wird von mehreren Armen der Sorgue bewässert.

## Geschichte
Der Ort wurde zum ersten Mal 1008 erwähnt. Er war das Lehnsgut der Familie Saint-Saturnin. Erster bekannter Grundherr  war Guillaume de Saint-Saturnin, der 1125 mit anderen Grundherren einen Vertrag zur Aufteilung des Marquisats und von Avignon zwischen den Häusern von Toulouse und Barcelona unterschrieb.
Im 14. Jahrhundert wurde eine Dorfmauer mit drei Toren errichtet, von der nur noch einige in Häuserfassaden eingebaute Mauerstücke übrig geblieben sind.
Während des 19. Jahrhunderts wurde auf den Schwemmebenen der Gemeinde Färberkrapp angebaut.

### Einwohnerentwicklung
| Jahr      | 1962 | 1968 | 1975 | 1982 | 1990 | 1999 | 2008 |
| --------- | ---- | ---- | ---- | ---- | ---- | ---- | ---- |
| Einwohner | 1511 | 1828 | 2223 | 2664 | 2941 | 3835 | 5042 |

## Städtepartnerschaft
- Melara in der Provinz Rovigo, Italien

## Sehenswürdigkeiten
- Kirche aus dem 11. Jahrhundert
- Oratorium
- Lavoir von 1868
- botanischer Pfad

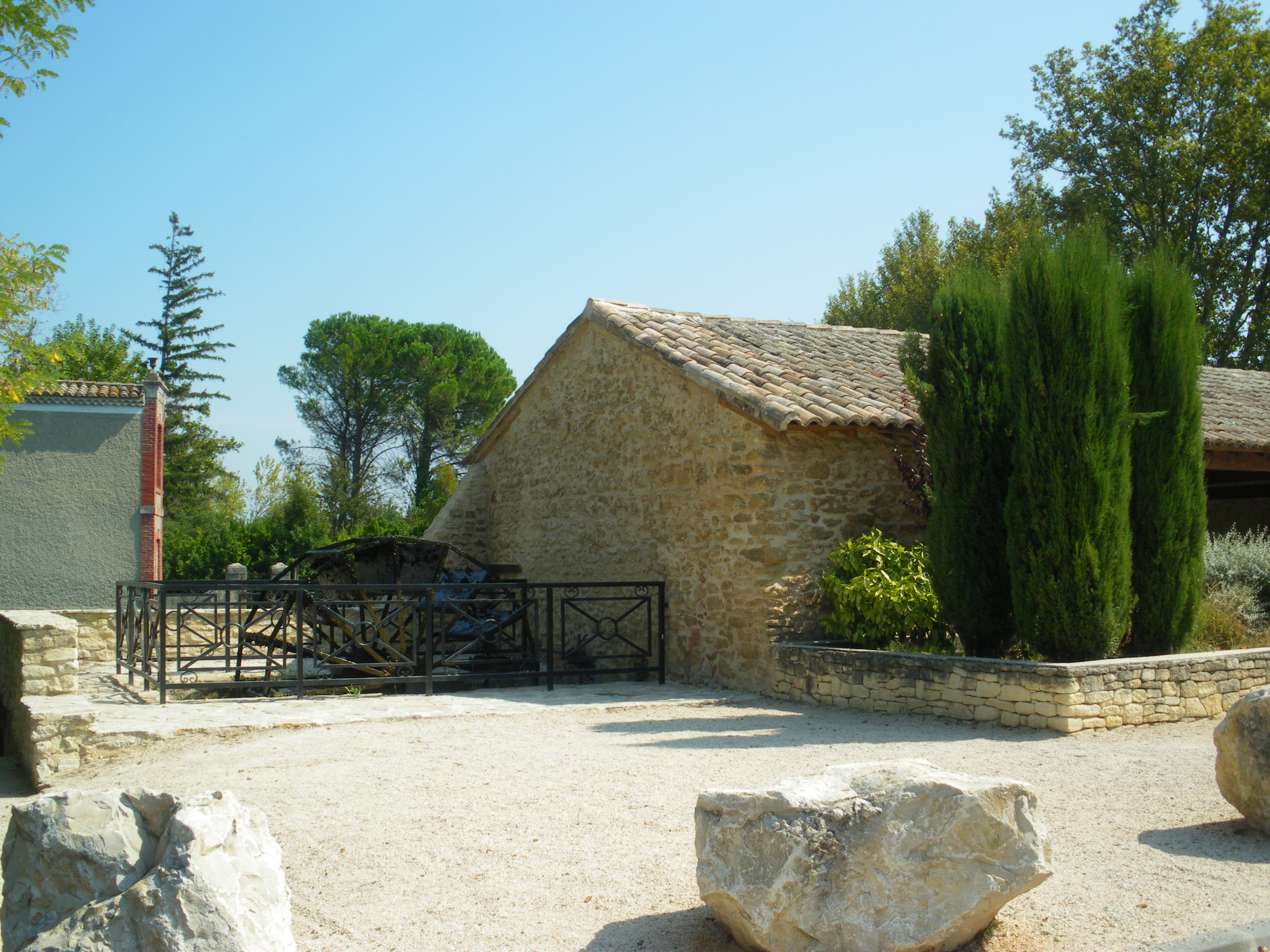
Wasserrad auf Bewässerungskanal
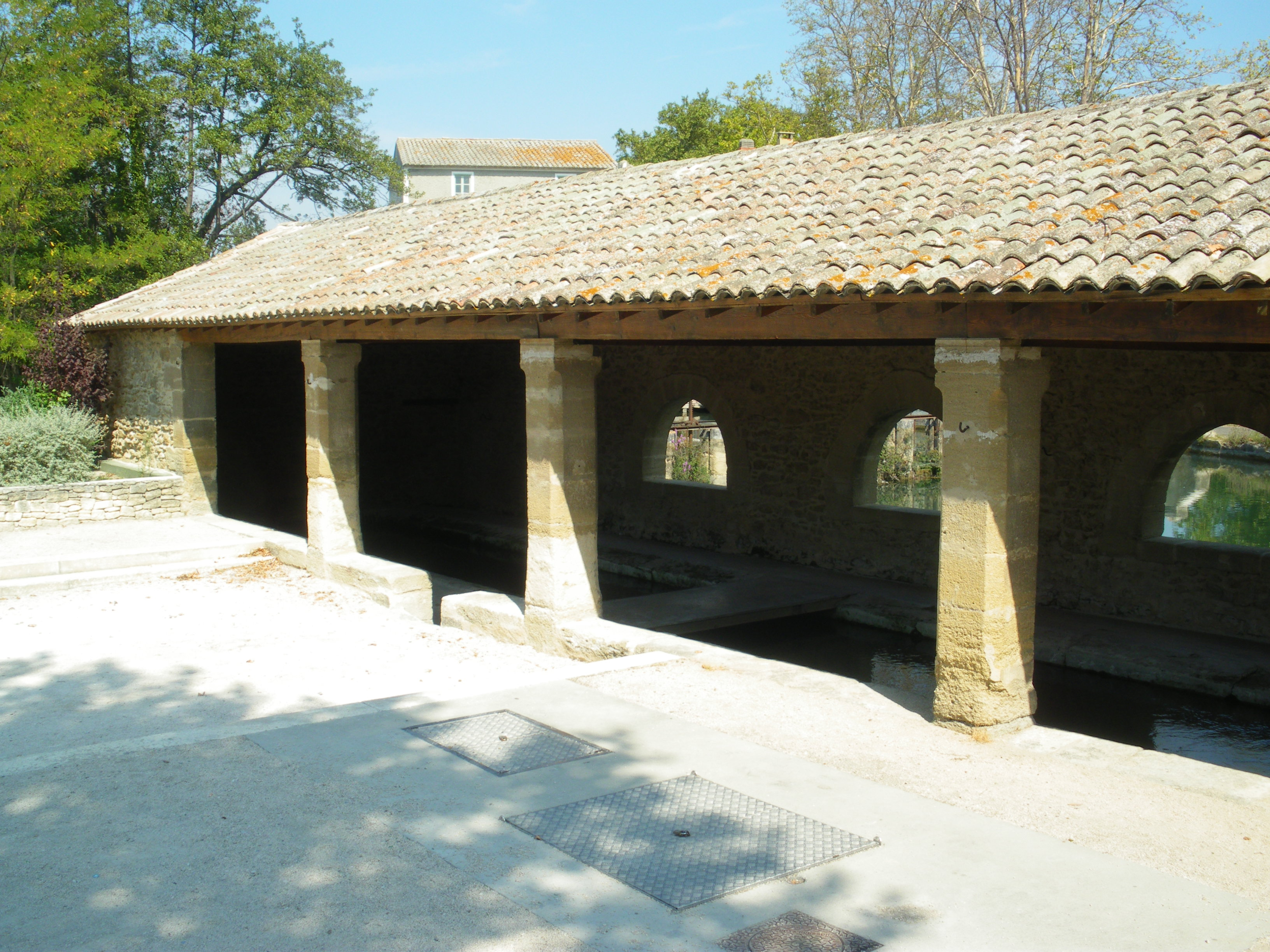
Lavoir
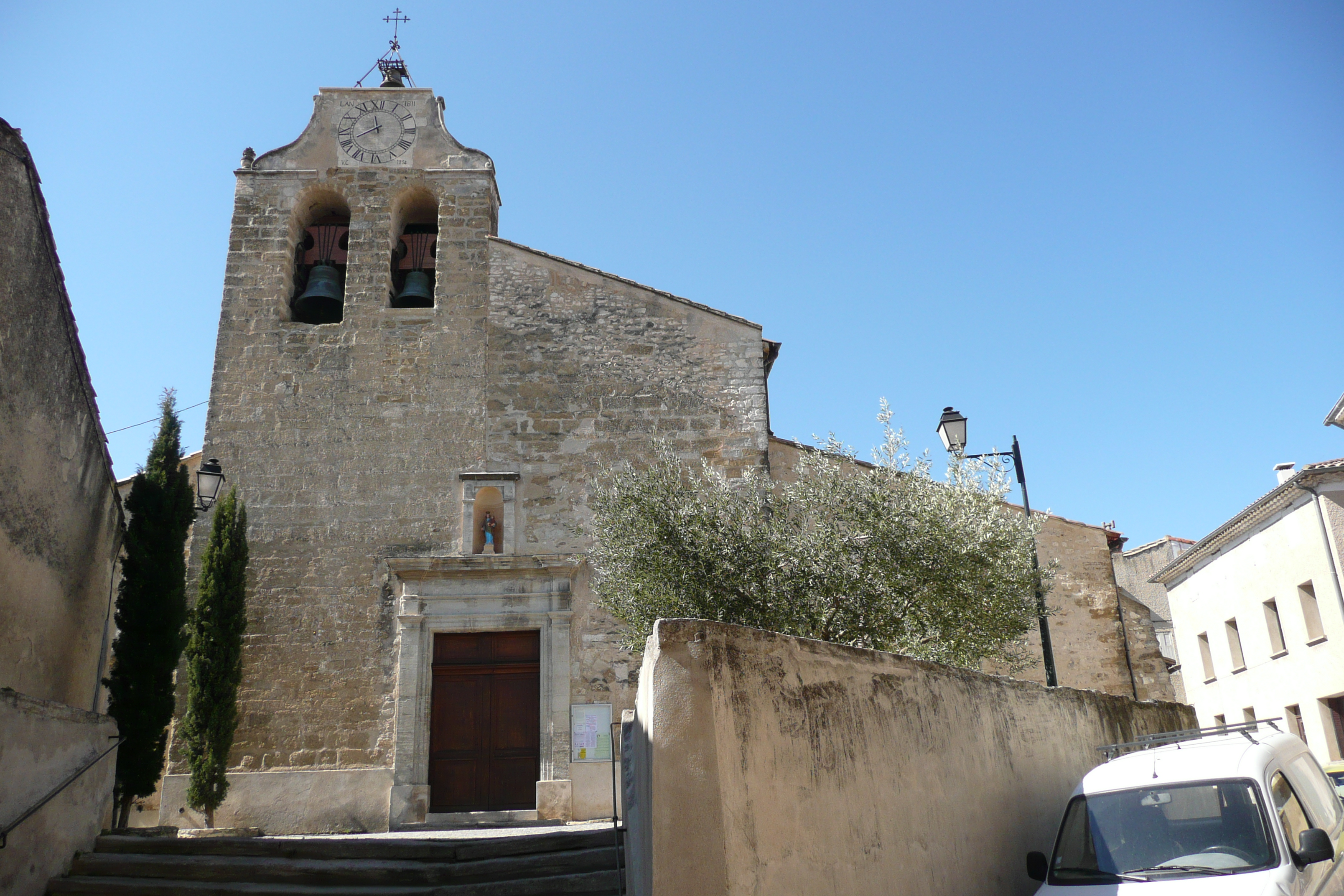
Kirche